# Половинки
Половинки (укр. Половинки) — село в Николаевском районе Николаевской области Украины.
Население по переписи 2001 года составляло 42 человека. Почтовый индекс — 57154. Телефонный код — 512.

## Местный совет
57154, Николаевская обл., Николаевский р-н, с. Кривая Балка, ул. Одесская, 8; тел. 33-41-00